# Nóż gamma

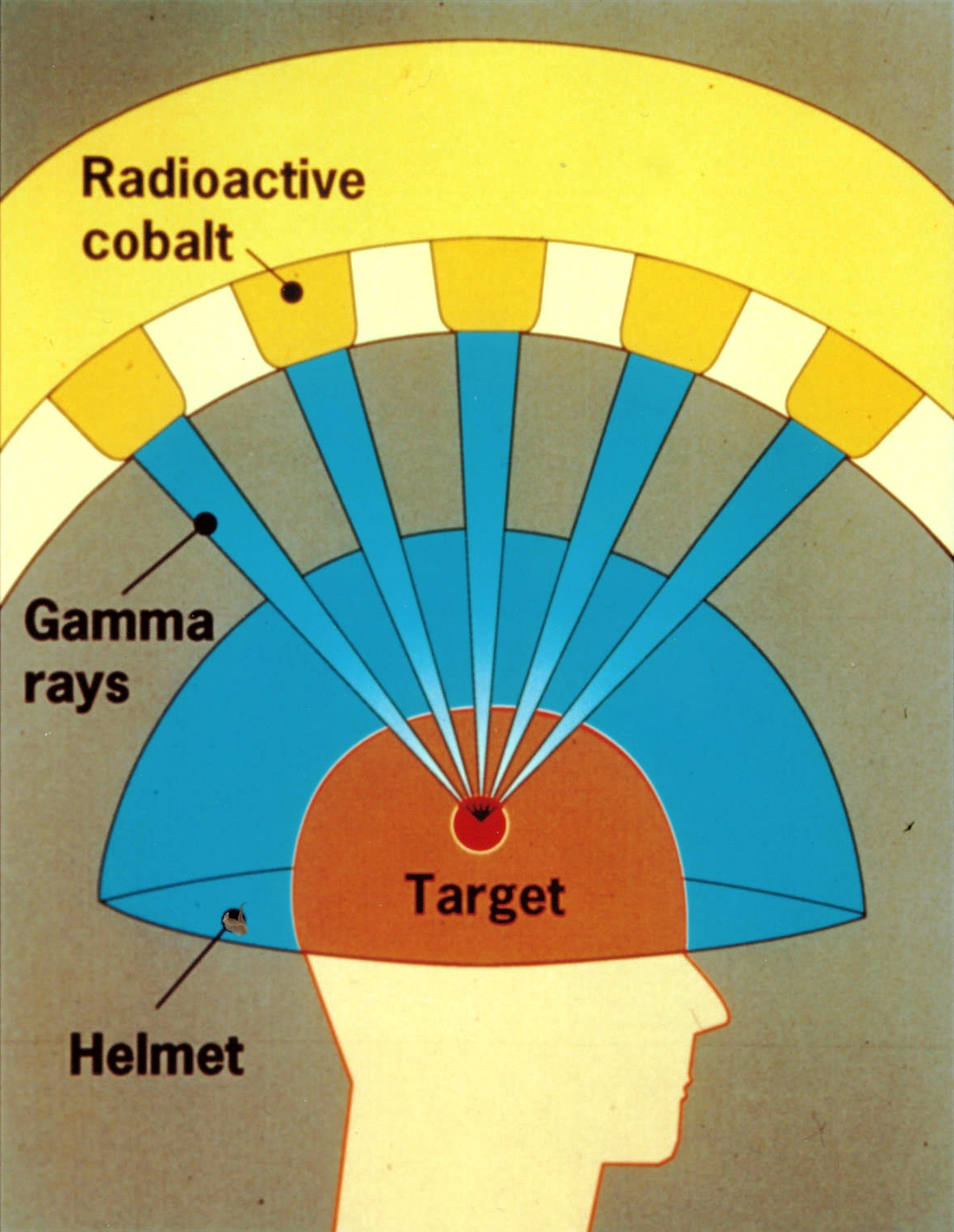
Schemat graficzny działania noża gamma

Nóż gamma (ang. gamma knife) – urządzenie medyczne wykorzystywane w radiochirurgii, odmianie radioterapii stereotaktycznej – trójwymiarowej radioterapii, wykorzystującej wysokie wartości dawki (powyżej 10 Gy) w pojedynczej frakcji napromieniania, o bardzo wysokiej precyzji (z dokładnością powyżej 0,5 mm). Operacja nożem gamma jest metodą konkurencyjną dla klasycznej neurochirurgii, stosowaną w najmniej inwazyjnym leczeniu guzów mózgu, w szczególności gdy przy użyciu tradycyjnej neurochirurgii usunięcie guza jest utrudnione. Nóż gamma jest również stosowany w celu uniknięcia powikłań chirurgicznych, a także u pacjentów, u których stan zdrowia wyklucza wykonanie klasycznej operacji.

## Zasada działania
Pacjent zostaje unieruchomiony za pomocą ramy stereotaktycznej w celu precyzyjnego wykonania zabiegu. Za pomocą obrazowania tomografią komputerową, rezonansem magnetycznym oraz pozytonową tomografią emisyjną lokalizuje się położenie guza względem założonej ramy stereotaktycznej. Następnie w miejsce, w którym jest umiejscowiony guz, zostaje skierowanych około 200 wiązek promieniowania gamma, którego źródłem są kapsuły zawierające radioaktywny kobalt-60. Ideą metody jest fakt, że pojedyncze wiązki promieniowania są na tyle słabe, by w czasie przenikania nie uszkadzać mózgu. Natomiast w ściśle określonym miejscu dawka z poszczególnych wiązek sumuje się (jej moc jest 200 razy większa niż moc dawki pojedynczej wiązki), osiągając moc niezbędną do zniszczenia komórek nowotworowych.

## Wady i zalety
Metoda ta jest mało inwazyjna i nie wymaga zabiegu kraniotomii  w celu usunięcia guza. Zagrożenie wystąpienia skutków ubocznych jest bardzo małe w porównaniu do tradycyjnej operacji neurochirurgicznej. Zabieg jest stosunkowo krótki – trwa zazwyczaj od 20 minut do 2 godzin. Dodatkową zaletą metody jest fakt, iż nie wymaga ona praktycznie żadnej rekonwalescencji. Pacjenci poddani naświetlaniu nożem gamma powracają do normalnego życia następnego dnia po zabiegu. Od początku istnienia metody za pomocą noża gamma napromieniono na świecie ponad 500 000 pacjentów. Wadą metody jest stosunkowo mała grupa guzów, które można leczyć. Przy użyciu tej metody można niszczyć guzy łagodne, nieprzekraczające średnicy 3–4 cm.

## Zmiany leczone przy użyciu noża gamma
- Oponiaki[7]
- Nerwiaki (osłoniaki) nerwu słuchowego i innych nerwów czaszkowych[7]
- Przerzuty do OUN
- Malformacje tętniczo-żylne[5]
- Neuralgia nerwu trójdzielnego[5]
- Drżenie samoistne[5]
- Gruczolaki przysadki[7]
- Czaszkogardlaki[7]

## Nóż gamma w Polsce
Metoda leczenia nożem gamma w Polsce jest stosunkowo młodą metodą. Pierwszym ośrodkiem, który rozpoczął leczenie nożem gamma w 2010 roku było Centrum Gamma Knife w Warszawie a drugim Centrum Diagnostyki i Terapii Onkologicznej w Katowicach (2013).